# Europeiska fatwarådet
Europeiska fatwarådet, European Council for Fatwa and Research (ECFR), المجلس الأوروبي للإفتاء والبحوث, är en islamistisk organisation, grundad 29 - 30 mars 1997 på initiativ av Federation of Islamic Organisations in Europe. Organisationen har en europeisk profil men har en stark arabisk och sunnimuslimsk slagsida.
På Irland delar organisationen sin adress i Dublin med Islamic Cultural Centre of Ireland (ICCI), som är den största muslimska organisationen i landet. ECFR har även ett kontor i Leeds i Storbritannien.
Enligt stadgarna måste rådets ledamöter vara bosatta i Europa men i praktiken kommer huvuddelen från Mellanöstern eller Gulfstaterna och har bristande kunskaper i Europeiska språk.

## Uttalanden av Europeiska fatwarådets ordförande
Europeiska fatwarådets ordförande sedan starten är den sunnimuslimske egyptiern Yusuf al-Qaradawi. 2003 påstås han ha hyllat självmordsbombare under ett seminarium i Stockholms moské. I januari 2009 berömde al-Qaradawi, i en intervju i tv-kanalen al-Jazira, Adolf Hitler för att ha satt judarna på plats: 
| ” | Genom historien har Allah ålagt vissa personer att straffa judarna för deras korruption. Den senaste bestraffningen utfördes av Hitler. Genom allt han gjorde mot dem, även om de har överdrivit denna fråga, lyckades han sätta dem på plats. Detta var ett gudomligt straff för dem. Med Allahs vilja kommer nästa bestraffning att utföras av de troende. | „ |